# Seznam budov v Karlově ulici v Praze
Ulice Karlova spojuje Karlův most s Malým a tím i se sousedním Staroměstským náměstím. Přibližně v jedné čtvrtině od náměstí ji protíná ulice Husova, čímž ji de iure rozděluje na dvě oddělené části, východní a západní. Tyto dvě části jsou v seznamu uvedeny zvlášť. Jedná se celkem o 39 budov, tedy stejně jako v ulici Celetná.

## Východní polovina
| Strana                    | Budova                  | Další jména    | Obrázek      | Číslo popisné |
| ------------------------- | ----------------------- | -------------- | ------------ | ------------- |
| Severní                   | Malé náměstí            | Malé náměstí   | Malé náměstí | Malé náměstí  |
| Severní                   | dům U Anděla            | V Ráji         |              | 144           |
| Severní                   | dům U Anděla na kohoutě | U Hegeleinu    |              | 145           |
| Severní                   | dům U Adama a Evy       | U Dvou pštrosů |              | 146           |
| Severní                   | dům U Pávů              | U Tří andělů   |              | 149           |
| Severní                   | dům U Mouřenína         | U Kalicha      | 152          |               |
| Severní                   | Hessovský dvojdům       | U Černého orla | 154          |               |
| Severní                   | Husova ulice            |                |              |               |
|                           | Malé náměstí            |                |              |               |
| dům U Zlaté koruny        | U Bílého koníčka        |                | 455          |               |
| dům U Desíti panen        | –                       |                | 454          |               |
| Jilská ulice              |                         |                |              |               |
| dům U Kočků               | U Zlatého kříže         |                | 147          |               |
| dům U Zlaté hrušky        | U Žaludu, U Panny Marie |                | 150          |               |
| dům U Panny Marie Pomocné | –                       |                | 153          |               |
| dům U Zlatého jablka      | Kokyslovský dům         |                | 230          |               |
| Husova ulice              |                         |                |              |               |

## Západní polovina
| Strana  | Budova                                | Další jména            | Obrázek      | Číslo popisné |
| ------- | ------------------------------------- | ---------------------- | ------------ | ------------- |
| Severní | Husova ulice                          | Husova ulice           | Husova ulice | Husova ulice  |
| Severní | dům U Zlaté ovce                      | –                      |              | 160           |
| Severní | dům U Zlatého půlkola                 | U Archy Noemovy        |              | 165           |
| Severní | dům U Kamenné hlavy                   | U Boží tváře           |              | 167           |
| Severní | dům U Bílého koníka                   | –                      | 168          |               |
| Severní | dům U Červené boty                    | –                      |              | 170           |
| Severní | dům U Zlaté studně                    | U Červené sesle        |              | 175           |
| Severní | Seminářská ulice                      |                        |              |               |
| Severní | Klementinum                           | –                      |              | 190           |
| Severní | katedrála svatého Klimenta            | –                      |              | –             |
| Severní | Vlašská kaple Nanebevzetí Panny Marie | –                      |              | –             |
| Severní | kostel Nejsvětějšího Salvátora        | –                      |              | –             |
| Severní | Křížovnické náměstí                   |                        |              |               |
| Jižní   | Husova ulice                          | Husova ulice           | Husova ulice | Husova ulice  |
| Jižní   | dům U Černého hada                    | U Klíčů, U Zlaté slámy |              | 156           |
| Jižní   | dům U Zelené boty                     | U Zeleného střevíce    |              | 161           |
| Jižní   | dům U Nevěsty                         | U Červeného raka       |              | 163           |
| Jižní   | dům U Bílé botky                      | –                      |              | 164           |
| Jižní   | palác Kokořovských                    | Kokořovský palác       |              | 223           |
| Jižní   | bezejmenný dům                        | –                      |              | 174           |
| Jižní   | bezejmenný dům                        | –                      | 178          |               |
| Jižní   | dům U Modré štiky                     | –                      |              | 180           |
| Jižní   | Liliová ulice                         |                        |              |               |
| Jižní   | dům U Zlatého hada                    | –                      |              | 181           |
| Jižní   | dům U Kornovů                         | –                      |              | 182           |
| Jižní   | dům U Kamenné mořské panny            | U Syrény               |              | 183           |
| Jižní   | Schönfeldský dům                      | –                      |              | 184           |
| Jižní   | Mühldorfský dům                       | –                      |              | 185           |
| Jižní   | Pöttingský palác                      | Žlutý dům              |              | 186           |
| Jižní   | dům U Zlatého stromu                  | –                      |              | 187           |
| Jižní   | dům U Francouzské koruny              | –                      |              | 188           |
| Jižní   | Colloredo-Mansfeldský palác           | –                      |              | 189           |
| Jižní   | Křížovnické náměstí                   |                        |              |               |